# Cinanima
O Cinanima - Festival Internacional de Cinema de Animação é um festival de cinema de animação que decorre anualmente na cidade de Espinho, em Portugal. É um dos mais conhecidos e reputados festivais internacionais de cinema de animação, onde anualmente são exibidas novas obras que se produzem no mundo.
Foi criado em 1976, sendo organizado pela Nascente Cooperativa de Acção Cultural, C.R.L., juntamente com a Câmara Municipal de Espinho.